# Big Piney
Big Piney è un centro abitato (town) degli Stati Uniti d'America, situato nella Contea di Sublette nello Stato del Wyoming. Nel censimento del 2000 la popolazione era di 408 abitanti.

## Geografia fisica
Secondo i rilevamenti dell'United States Census Bureau, la località di Big Piney si estende su una superficie di 1,0 km², tutti occupati da terre.

## Popolazione
Secondo il censimento del 2000, a Big Piney vivevano 408 persone, ed erano presenti 113 gruppi familiari. La densità di popolazione era di 407,5 ab./km². Nel territorio comunale si trovavano 192 unità edificate. Per quanto riguarda la composizione etnica degli abitanti, il 98,53 % era bianco, lo 0,98% era nativo e lo 0,49% apparteneva a due o più razze. La popolazione di ogni razza ispanica corrispondeva all'1,72% degli abitanti.
Per quanto riguarda la suddivisione della popolazione in fasce d'età, il 28,9% era al di sotto dei 18, il 6,9% fra i 18 e i 24, il 31,4% fra i 25 e i 44, il 22,1% fra i 45 e i 64, mentre infine il 10,8% era al di sopra dei 65 anni di età. L'età media della popolazione era di 37 anni. Per ogni 100 donne residenti vivevano 99,0 uomini.